# Frank Fields
Frank Fields (* 2. Mai 1914 in Plaquemine, Louisiana; † 18. September 2005 in New Orleans) war ein amerikanischer Bassist des Rhythm & Blues und des New Orleans Jazz.
Frank Fields erlernte das professionelle Musizieren während seiner Militärzeit, an die er sich gerne erinnerte: „Es gab dort gute Möglichkeiten für speziellen Unterricht auf jedem Instrument, das dich interessierte.“ 1946 wurde er in Dave Bartholomews Band aufgenommen, aus der die „Studio Band“ von Cosimo Matassa hervorging. Zwischen 1946 und 1957 war er an der Entwicklung des New Orleans Sound beteiligt. Fields erlernte zudem über ein Fernstudium das Reparieren von Fernsehern. Seitdem arbeitete er parallel zu seiner musikalischen Karriere auch als Fernsehreparateur in Cosimo Matassas Laden, in dessen Hinterraum sich das J&M Studio befand. Einige Jahre älter als seine Musikerkollegen, zog er es vor, den Feierabend nicht mit der Clique zu verbringen.  Er wirkte in dieser Zeit bei Hits von Fats Domino, Professor Longhair, Smiley Lewis, Shirley & Lee, Lloyd Price, Huey "Piano" Smith und anderen mit.  Fields, der u. a. auch mit Cousin Joe, Li’l Millet, Allen Toussaint und T-Bone Walker arbeitete, war von 1947 bis 1991 bei 94 Aufnahmesessions beteiligt, so auf Little Richards Debütalbum Here’s Little Richard von 1957 und auf Alben von Father Al Lewis. Seit den 1970er Jahren spielte er in der Preservation Hall Jazz Band. Alvin Tyler lobte Fields konstantes Spiel: sowohl bezüglich des Tempos als auch der Tonhöhen verfügte er über eine exzellente Treffsicherheit. Dabei spielte er schnörkellos, deutlich und stark, ohne sich dabei in den Vordergrund zu spielen.